# 華勒斯-波埃伊-格維也納定理
華勒斯·波埃伊·格維也納定理（Wallace-Bolyai-Gerwien theorem）指
兩個簡單多邊形面積相等，那么其中一個能分割成有限多塊多邊形，經過平移和旋轉，拼合成第二個多邊形。
和塔斯基分割圓問題不同，此證明不但無必要使用選擇公理，而且可以真實進行。
如果將問題中的多邊形換成多面體，即是希爾伯特第三問題。這時答案是否定的。

## 歷史
沃爾夫岡·波埃伊最先陳述此問題。1833年格維也納作出了證明，但事實上華勒斯早在1807年已證明了。